# Федар (баснописац)
Федар (око 15. године п. н. е.,Македонија или Тракија— 50. године н.е., Антички Рим) је био римски писац басни и преводилац Езопа из првог стољећа наше ере.
Федар је био роб доведен у Рим гдје је доспио у породицу римског императора Аугуста. Аугуст му је дао слободу и могућност да се образује. Приписује му се 97 басни написаних на латинском језику, у јамбским стиховима, сабраних у пет књига. Ове књиге носе заједнички наслов Phaedri Aug. Liberti Fabulae Aesopiae. Из самог наслова његовога дјела се да закључити да је припадао императору Аугусту. У вријеме владавине императора Тиберија, Аугустовог насљедника, Федар је био пао у немилост Сејануса, заповједника Тиберијеве преторијанске гарде. Своју трећу књигу басни Федар није могао публиковати у Риму све до Сејанусове смрти. У прологу своје прве књиге басни Федар истиче да су све басне у књизи у ствари Езопове, преведене на латински језик и римоване. Пролог друге књиге не спомиње Езопа, пролог треће књиге истиче да је Федару узор Езоп, а пролог пете књиге каже да Федар користи Езопово име како би препоручио своје басне читаоцима. Четврта књига нема пролога.
Многе од његових басни нису Езопове јер се односе на догађаје који су настали послије Езопове смрти. Његов пјеснички израз је јасан и концизан, а латински језик Аугустовог времена чист и правилан. Кад год би се удаљавао од грчког оригинала, Федар је увијек имао посла са цензуром.
За живота Федар није имао никакве материјалне користи од књига басни које је објавио. Остао је упамћен у староримској књижевности као писац који је увео басне као посебан књижевни правац. Датум и узрок његове смрти су остали непознати и предмет су нагађања.
Свих пет књига Федарових басни су први пут штампане 1596. на основу рукописа за кога се вјерује да потиче из 10. вијека. Једна збирка од 32 басне, под насловом Epitome Fabulorum, које се приписују Федару је штампана 1809. године у Напуљу. Збирку је штампао извјесни Касити а на основу рукописа надбискупа Манфредоније Перотија из 15. вијека. Штампане басне су публикација једног ранијег рукописног издања који је опет препис неког ранијег рукописа и сматра се да те басне ипак не припадају Федару, иако су римског поријекла. Почетком осамнаестог стољећа је у Парми откривен рукопис Федарових басни који садржи 64 басне од којих њих 30 нису биле познате до тада. Други рукопис Федарових басни је био нађен у Ватикану и штампан 1831. године.  